# Tularia bractea
Tularia bractea is een slakkensoort uit de familie van de Apataidae. De wetenschappelijke naam van de soort is voor het eerst geldig gepubliceerd in 1962 door Burn als Cuthona bractea.